# Glasgow (Montana)
 For alternative betydninger, se Glasgow (flertydig). (Se også artikler, som begynder med Glasgow)
Glasgow er en amerikansk by og administrativt centrum for det amerikanske county Valley County i staten Montana. I 2000 havde byen et indbyggertal på 3.253.

## Ekstern henvisning
- Glasgows hjemmeside (engelsk) Arkiveret 6. marts 2005 hos  Wayback Machine

48°11′42″N 106°38′10″V / 48.195°N 106.6361°V